# Martin Högbom
Martin Ivar Högbom, född 29 maj 1974, är en svensk biokemist och strukturbiolog. Han är professor i strukturbiokemi vid Stockholms universitet. 
Högboms forskning rör bio-oorganisk kemi, och i huvudsak hur enzymer använder sig av metalljoner och radikaler för att utföra särskilt komplicerade kemiska reaktioner. Forskningen rör ämnen som biologisk energiomvandling, syntes av deoxyribonukleotider och biologisk oxidation av kolväten.
Högbom tilldelades The European Medal for Bio-Inorganic Chemistry 2010 och The Svedberg-priset 2012.
Högbom var ledamot av Sveriges unga akademi 2011–2016 och dess ordförande 2014–2015. Han invaldes som ledamot av Kungliga Vetenskapsakademien 2020.